# Pagurapseudes pangtiruthuli
Pagurapseudes pangtiruthuli is een naaldkreeftjessoort uit de familie van de Pagurapseudidae. De wetenschappelijke naam van de soort is voor het eerst geldig gepubliceerd in 1992 door Gutu.